# Kverrestads socken
Kverrestads socken i Skåne ingick i Ingelstads härad och området ingår sedan 1971 i Tomelilla kommun och motsvarar från 2016 Kverrestads distrikt.
Socknens areal är 21,01 kvadratkilometer varav 20,01 land.  År 2000 fanns här 578 invånare.  Kyrkbyn Kvärrestad med sockenkyrkan Kverrestads kyrka ligger i socknen.

## Administrativ historik
Socknen har medeltida ursprung.
Vid kommunreformen 1862 övergick socknens ansvar för de kyrkliga frågorna till Kverrestads församling och för de borgerliga frågorna bildades Kverrestads landskommun. Landskommunen uppgick 1952 i Smedstorps landskommun som 1969 uppgick i Tomelilla köping som 1971 ombildades till Tomelilla kommun. Församlingen uppgick 2002 i Smedstorps församling.
1 januari 2016 inrättades distriktet Kverrestad, med samma omfattning som församlingen hade 1999/2000.  
Socknen har tillhört län, fögderier, tingslag och domsagor enligt vad som beskrivs i artikeln Ingelstads härad. De indelta soldaterna tillhörde Södra skånska infanteriregementet, Ingelsta och Albo kompanier och Skånska dragonregementet, Cimbrishamns skvadron, Svabeholms kompani.

## Geografi
Kverrestads socken ligger öster om Tomelilla på Österlen kring Örupsån. Socknen är en mjukt kuperad odlingsbygd.

## Fornlämningar
Från järnåldern finns två skeppssättningar.

## Namnet
Namnet skrevs 1396 Qwärnastadha och kommer från kyrkbyn. Efterleden är sta(d), 'plats, ställe'. Förleden kan innehålla mansnamnet Kvärir/Kväre eller ett äldre namn, Kvär(a) på ån vid kyrkan.